# Selva di Cadore
Selva di Cadore – miejscowość i gmina we Włoszech, w regionie Wenecja Euganejska, w prowincji Belluno.
Według danych na styczeń 2009 gminę zamieszkiwały 524 osoby przy gęstości zaludnienia 15,8 os./1 km².